# Los lictores llevan a Bruto los cuerpos de sus hijos
Los lictores llevan a Bruto los cuerpos de sus hijos (en francés: Les licteurs rapportent à Brutus les corps de ses fils) es un cuadro al óleo del pintor francés Jacques-Louis David. El cuadro fue exhibido en el Salón de París en 1789. Muestra al líder romano Lucio Junio Bruto, fundador de la república romana, recibiendo los cadáveres de sus hijos. Estos quisieron derrocar la república y restaurar la monarquía, y Bruto se vio obligado a ejecutarlos a costa de su propia familia. La pintura es una alegoría de la virtud cívica con resonancia para la creciente causa de republicanismo. Los temas de virtud, sacrificio y devoción a la nación causaron controversia en la era de la Revolución francesa.

## Contexto
David trabajó sobre el cuadro por más de dos años antes de completarla. Su apego al tema de Bruto fue evidente años antes de pintar este cuadro, al menos, desde inicios de la década de 1780, cuando pintó el Juramento de los Horacios (1784). Este trabajo inicial lleva una conexión distinta a Bruto por medio de los temas del deber, la lealtad y la virtud. El juramento en si es un elemento de la leyenda de Bruto que David, artísticamente transpone a los Horacios. Una licencia similar fue tomada con el cuadro de Bruto: el retorno de los cadáveres de los hijos es un episodio que no mencionan las crónicas de Livio y Plutarco.
El entusiasmo de David por la causa republicana, por lo menos en su primera etapa, es motivo de disputa. Muchos historiadores creen que las inspiraciones de este cuadro son más que prosaicas, muestra de las lecciones de la historia clásica y en menor grado de eventos de contemporánea notoriedad. Algunos contemporáneos cuestionaron las intenciones personales de David respecto a la obra y el debate permanece sin resolver.

## Composición
La pintura es uno de los cuadros más grandes de David pues su tamaño es de 323 x 422 cm 
El cuadro es de estilo neoclásico. Bruto está sentado en un klismós a la izquierda; a la derecha su esposa sostiene a sus dos aterrorizadas hijas, mientras al extremo derecho la nodriza tiembla de angustia. 
Nótese que Bruto tiene los pies cruzados, las tijeras puntiagudas sobre la mesa, la silla vacía al centro del cuadro y el uso de la luz y la oscuridad que forma un contraste entre Bruto y su esposa. Bruto da la espalda a sus hijos muertos cuyos cuerpos son llevados al cuarto que oculta la cortina.

## Impacto
La obra tuvo gran impacto en la época. La Revolución estaba por iniciarse y todos los cuadros mostrados en el Salón de París eran aprobadas por aceptabilidad política. El retrato de Antoine Lavoisier y su esposa, de David, no fue mostrado debido a que el afamado químico era una figura de división por ser símbolo del Antiguo Régimen. Debido a eso Los lictores llevan a Bruto los cuerpos de sus hijos, no fue exhibida pero la insistencia del público fue tan grande que las autoridades se vieron forzadas a mostrarla.
Después de la primera exhibición, el actor François-Joseph Talman, interpretó el rol titular en la obra de Voltaire, Bruto, añadió una escena en que la etapa de dirección replica exactamente la composición del cuadro recientemente famoso.
Contemporánea de David, la pintora Angelica Kauffmann (1741–1807) fue encargada por la corona polaca para crear un cuadro de título Bruto condena a muerte a sus hijos por rebelión. Este cuadro, actualmente perdido, es conocido solo por descripciones escritas.

## Legado
Los lictores llevan a Bruto los cuerpos de sus hijos está en exhibición permanente en el Museo del Louvre de París. Un estudio en tinta y cartón de 1787 es mostrado en el Museo Metropolitano de Arte en Nueva York, Estados Unidos.